# Type unifié I
Les VU I forment une classe de voitures ferroviaires standardisées utilisées en Suisse par les SBB-CFF-FFS. Elle a été introduite dès 1956.

## Série
Le type unifié I, successeur des voitures en acier légères sont construites entre 1956 et 1967. Elles sont à l'origine peinte en vert Chemins de fer fédéraux suisses et pèsent entre 28 et 32 t. Leur une vitesse maximale est de 140 km/h. Les quatre premières voitures standard sont apparues en 1956, peu de temps avant l'abolition de la troisième classe.
La plus grande série du type I compose les voitures de deuxième classe. Les Chemins de fer fédéraux suisses en ont construit 1 028 en douze ans. Les sièges de deuxième classe ont à l'origine un revêtement en cuir brun. Puis, après la révision majeure des années 1970, elles reçoivent comme les sièges des voitures du type II, un revêtement vert dans les compartiments non-fumeurs et un revêtement rouge dans les compartiments fumeurs. Les voitures sont alors équipées d'un système d'aération et ultérieurement équipées de portes UIC, d'un système de contrôle d'éclairage et de haut-parleurs.
Les voitures dont l'ouverture et la fermeture des portes ainsi que l'éclairage peut être contrôlé à distance par la locomotive et qui sont équipées d'un système d'aération pour les trains de banlieue, ont porté les numéros 500 et plus. Ces voitures ont également porté, à côté de la porte, un système avec lequel l'agent de train peut donner le départ.
Plus tard, l'idée du système sans agent de train est diffusée à toutes les voitures des trains de banlieue sauf pour les voitures pilotes. Afin de faire la distinction, les voitures transformées portent la désignation 50 85 18-35, au lieu de 50 85 18-33.
Les voitures-restaurants diffèrent de leurs prédécesseurs en acier léger par leur toit surélevé de 80 cm et muni de rainures longitudinales. Toutes les voitures-restaurants en acier léger sont rénovées sur ce modèle à partir de 1944. Certaines voitures-restaurants sont rachetées en 1981 par des entreprises privées et diffèrent dans les détails (double vitrage, éclairage, grille d'aération).
En 1999, la Südostbahn rénove des voitures de type I en y installant des toilettes à circuit fermé, la climatisation et de nouveaux bogies sur les voitures Voralpen-Express baptisées « Revvivo ».
En 2003, la BLS fait transformer ses voitures de type I en voitures à plancher bas et articulé, appelées « Jumbo » par les ateliers Bombardier à Villeneuve.
Les commandes d’automotrices modernes, notamment les Flirt et les Kiss, ont permis leur retrait progressif et leur cantonnement aux trains de renfort de pointe. En 2021, les CFF mettent hors service cette série.

## Effectifs
| Classe de la voiture   | Année de construction | Désignation                               | Nombre construit | Remarques                                               |
| ---------------------- | --------------------- | ----------------------------------------- | ---------------- | ------------------------------------------------------- |
| Voiture Salon          | 1956, 1958            | 50 85 89-33 500 50 85 89-30 501           | 2                |                                                         |
| 1re Classe             | 1958–1960             | A 50 85 18-33 A 50 85 18-35               | 180              |                                                         |
| 1re et 2e Classe       | (1959–1962)           | AB 50 85 20-35                            | (39)             | Transformation de B 50 85 18-33 entre 1994 et 1997      |
| 2e Classe              | 1956–1967             | B 50 85 20-33 B 50 85 20-34 B 50 85 20-35 | 1028             | 39 transformées en AB 50 85 20-35 entre 1994 et 1997    |
| Voiture-restaurant     | 1958–1961             | WR 50 85 88-33                            | 11               |                                                         |
| Voiture pilote fourgon | 1959                  | BDt 50 85 82-33                           | (21)             | Transformées d’ABt 50 85 38-33 900-921 pour les RBe 540 |
| Voiture pilote         | 1959                  | ABt 50 85 38-33                           | 22               | Transformées en BDt 50 85 82-33                         |
| Voiture pilote fourgon | 1959                  | DZt 50 85 91-33                           | 6                | Pour RBe 540                                            |

État en 1997

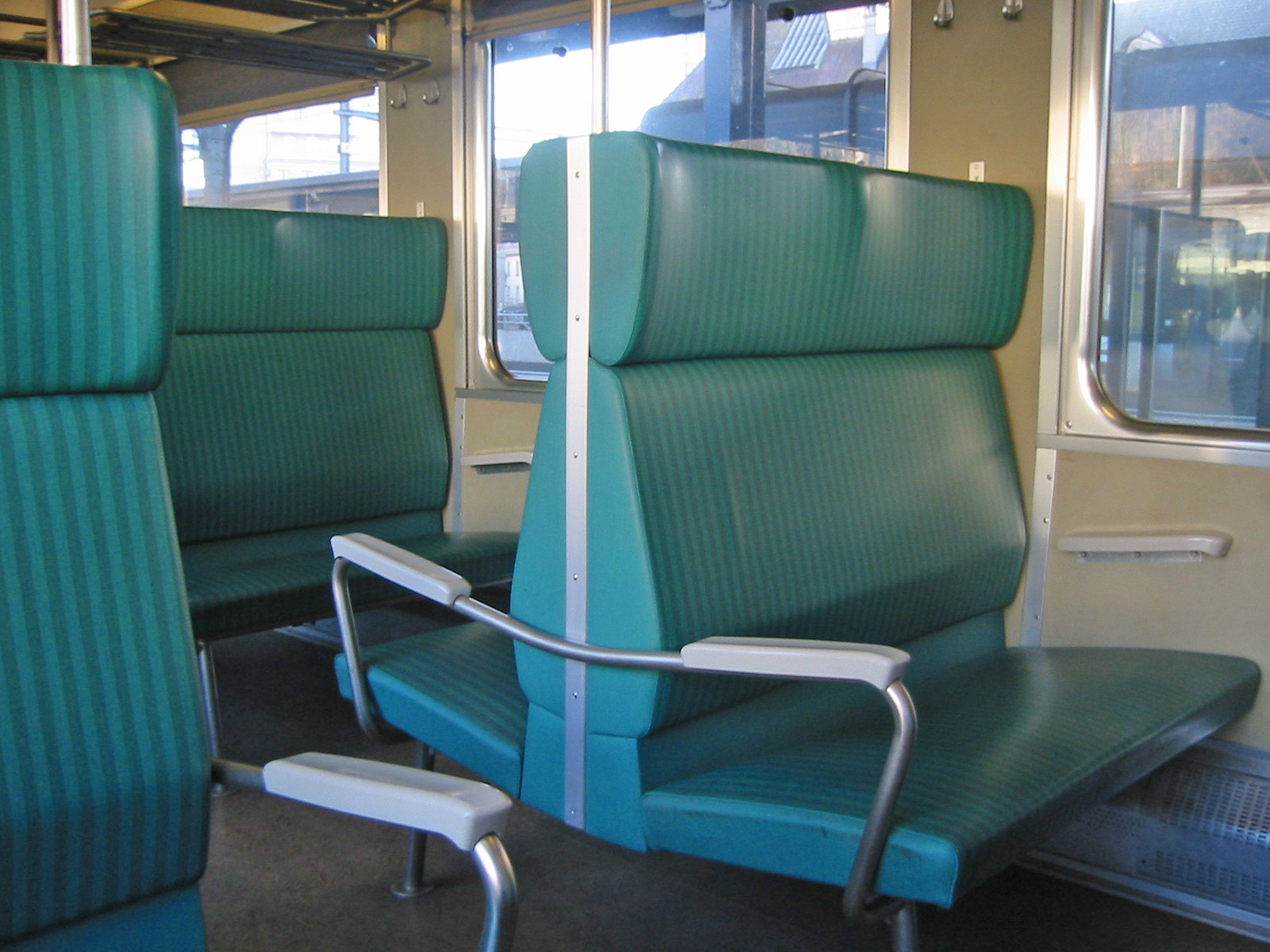
Intérieur d'un compartiment non-fumeur
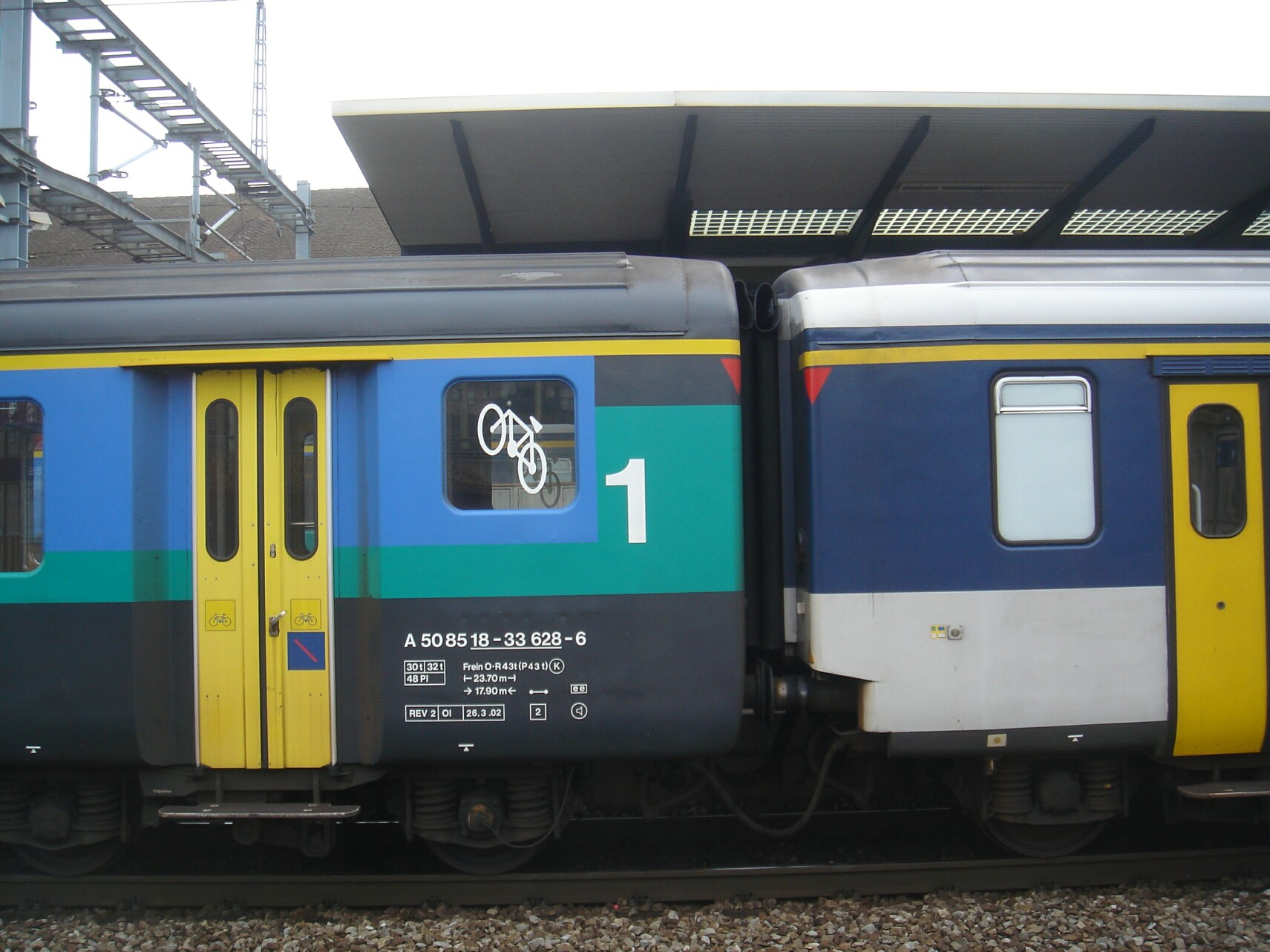
Comparaison entre une voiture de 1re classe VU II à gauche et VU I à droite
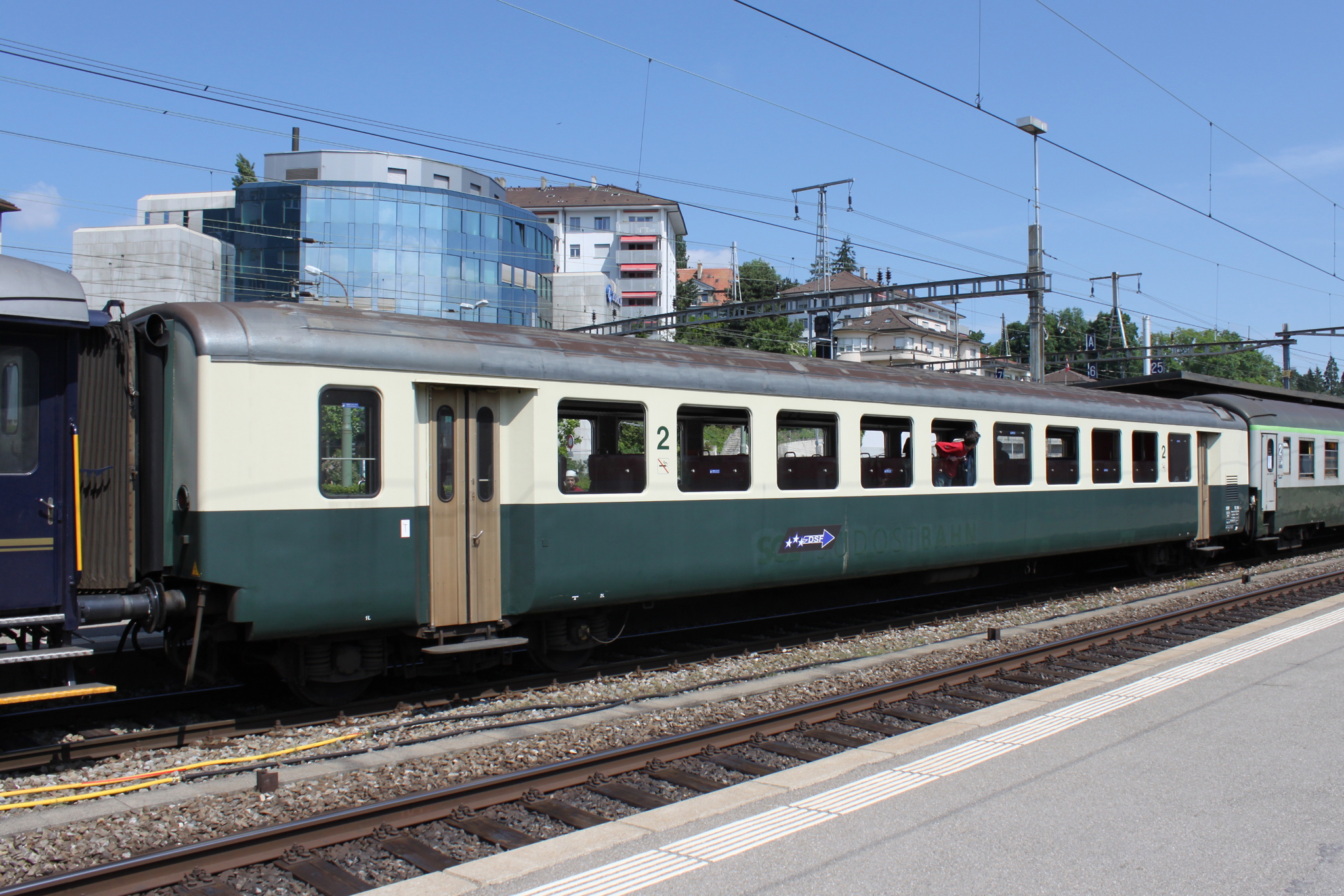
Voiture de seconde classe, ex-Südostbahn.
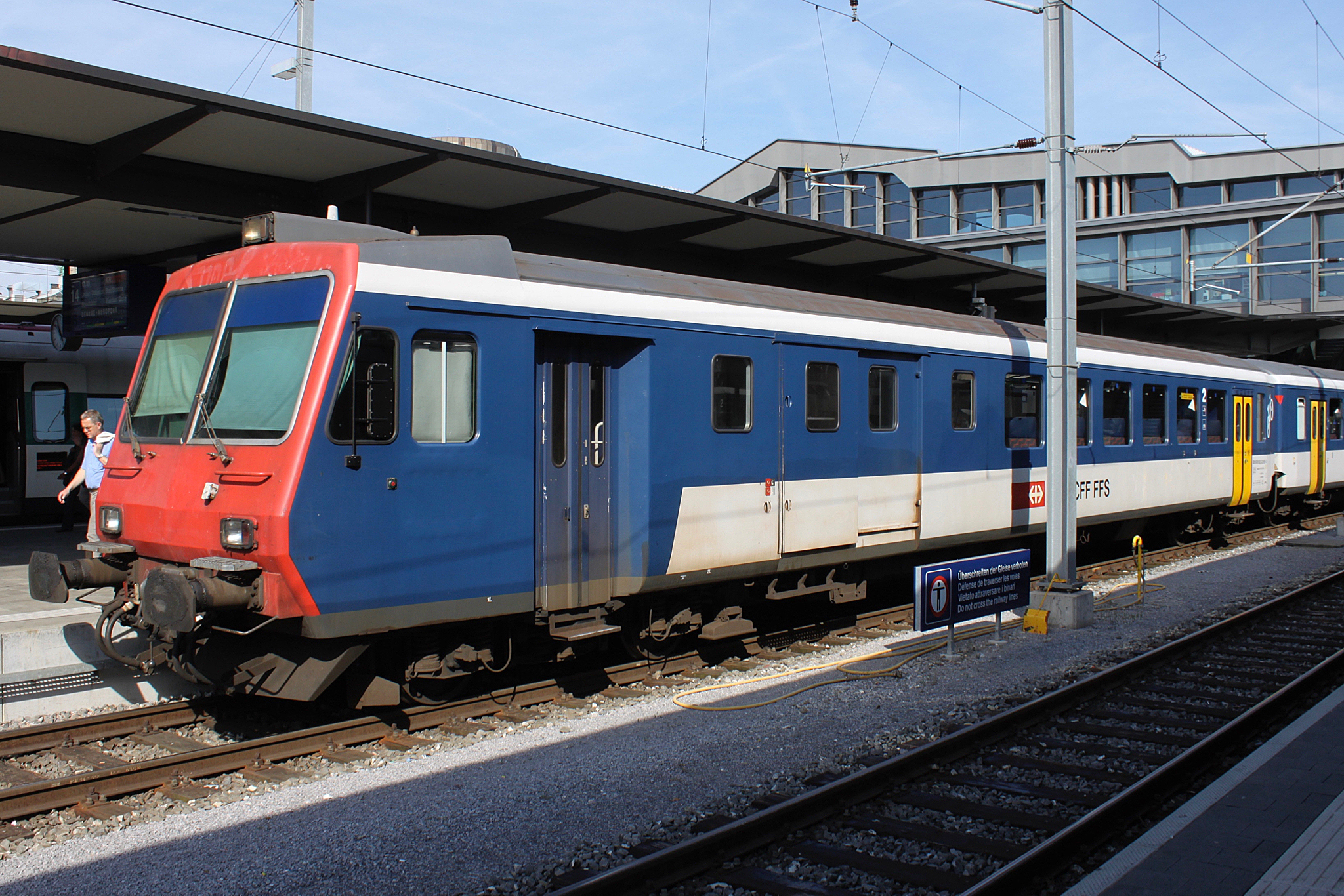
Voiture-pilote réalisée en transformant une voiture ordinaire.
Voiture-restaurant.

## Sources
- SBB-Reisezug - und Gepäckwagen, herausgegeben vom Generalsekretariat der SBB, Bern 1982, Voitures et fourgons CFF, édité par le Sécretariat général CFF, Berne 1982 (publication bilingue, allemand et français).

- (de) Cet article est partiellement ou en totalité issu de l’article de Wikipédia en allemand intitulé « Einheitswagen Normalspur (Schweiz) » (voir la liste des auteurs).